# Ïgor' Azovskïý
Ïgor' Azovskïý (in kazako Игорь Азовский?, in russo Егор Иванович Азовский?, Egor Ivanovič Azovskij; Astana, 10 gennaio 1985) è un allenatore di calcio ed ex calciatore kazako, di ruolo difensore, tecnico dell'SD Family.